# 亞歷山大二世 (伊庇魯斯)

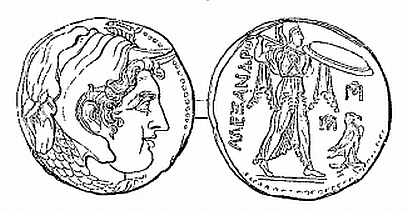
亞歷山大二世的錢幣.

亞歷山大二世 （希臘語：Ἀλέξανδρος，?—前242年），摩羅西亞王國國王。公元前272年到公元前255年間統治伊庇魯斯。父親是皮洛士，母親是敘拉古國王阿加托克利斯的女兒拉納莎（Lanassa）。
公元前272年，亞歷山大二世繼承摩羅西亞王位後，繼續進行這場其父與安提柯二世角逐馬其頓之間的戰爭。前260年，安提柯二世之子德米特里二世在德爾迪亞打敗了亞歷山大二世的軍隊，並把他逐出馬其頓和伊庇魯斯。亞歷山大逃到阿卡納尼亞後，在阿卡納尼亞人和敬愛自己的臣民的幫助下收復了伊庇魯斯，並與埃托利亞同盟聯盟。
亞歷山大二世與其異母姐妹奧林匹亞絲結婚，育有兩個兒子皮洛士、托勒密和一個女兒佛提雅。在亞歷山大二世於前242年左右逝世後，奧林匹亞絲成為她兒子的攝政，並把女兒嫁給馬其頓德米特里二世。

## 錢幣
亞歷山大二世發行銀幣和銅幣，他的銀幣正面上是他年輕的模樣，並帶著大象頭套。反面是帕拉斯手持長槍，另一手持盾牌。身前是一隻老鷹站在閃電上。

## 來源
1. ↑  Universal Pronouncing Dictionary of Biography and Mythology, by Joseph Thomas - 1908 - page 90
2. ↑  查士丁, xvii. 1, xxvi. 2, 3, xxviii. 1
3. ↑  波利比烏斯,  ii. 45, ix. 34
4. ↑  普魯塔克, Pyrrhus 9

- 威廉·史密斯，《希腊羅馬的神話和傳記辭典》,   "Alexander" （页面存档备份，存于）,  波士頓, (1867)

| 統治者頭銜    | 統治者頭銜                                       | 統治者頭銜        |
| ------------- | ------------------------------------------------ | ----------------- |
| 前任： 皮洛士 | 摩羅西亞國王及伊庇魯斯聯盟統帥 前272年 – 前255年 | 繼任： 皮洛士二世 |